# Беседы (городской округ Черноголовка)
Беседы — деревня в городском округе Черноголовка Московской области России.

## Население
| 1852 | 1859 | 1869 | 1899 | 1926 | 2002 | 2010 | 2013 |
| ---- | ---- | ---- | ---- | ---- | ---- | ---- | ---- |
| 208  | ↗227 | ↘169 | ↘118 | ↗234 | ↘21  | ↗22  | ↘17  |

## География
Деревня Беседы расположена на северо-востоке Московской области, в северо-восточной части городского округа Черноголовка, примерно в 47 км к северо-востоку от Московской кольцевой автодороги и 8 км к северу от города Черноголовки, по правому берегу реки Дубенки.
В 4 км севернее деревни проходит Фряновское шоссе Р110, в 12 км к юго-западу — Щёлковское шоссе А103, в 12 км к северо-востоку — Московское большое кольцо А108, в 11 км к юго-западу — Московское малое кольцо А107. Ближайшие населённые пункты — деревни Аксёново, Горбуны и Стояново.

## История
Деревня упоминается в писцовой книге 1573 года.
В середине XIX века сельцо Беседы относилось ко 2-му стану Богородского уезда Московской губернии и принадлежало тайному советнику Василию Александровичу Шереметеву. В сельце было 24 двора, крестьян 113 душ мужского пола и 95 душ женского.
В «Списке населённых мест» 1862 года — владельческое сельцо 2-го стана Богородского уезда Московской губернии по левую сторону Стромынского тракта (из Москвы в Киржач), в 26 верстах от уездного города и становой квартиры, при реке Дубенке, с 24 дворами и 227 жителями (120 мужчин, 107 женщин).
По данным на 1869 год — сельцо Аксёновской волости 3-го стана Богородского уезда с 48 дворами, 48 деревянными домами, хлебным запасным магазином, двумя бумаготкацкими заведениями и 169 жителями (81 мужчина, 88 женщин), из которых пятеро грамотных. Количество земли составляло 351 десятину, в том числе 155 десятин пахотной. Имелось 21 лошадь, и 26 единиц рогатого скота.
В 1913 году — 40 дворов, шёлковая фабрика Симоно и Ко.
По материалам Всесоюзной переписи населения 1926 года — центр Беседовского сельсовета Аксёновской волости Богородского уезда в 4 км от Фряновского шоссе и 30 км от станции Богородск Нижегородской железной дороги, проживало 234 жителя (107 мужчин, 127 женщин), насчитывалось 53 хозяйства (51 крестьянское), имелись школа 1-й ступени и изба-читальня.
С 1929 года — населённый пункт Московской области в составе:
- Беседовского сельсовета Щёлковского района (1929—1935)[16],
- Беседовского сельсовета Ногинского района (1935—1939)[17],
- Ивановского сельсовета Ногинского района (1939—1940)[18],
- Макаровского сельсовета Ногинского района (1940—1954)[19],
- Черноголовского сельсовета Ногинского района (1954—1963, 1965—1975)[20][21],
- Черноголовского сельсовета Орехово-Зуевского укрупнённого сельского района (1963—1965)[20],
- посёлка Черноголовка Ногинского района (административное подчинение, 1975—2005)[21],
- городского округа Черноголовка (2005 — н. в.)[22].